# Wo shi yi ge bing

Wo shi yi ge bing (chinois traditionnel : 我是一個兵 ; chinois simplifié : 我是一个兵 ; pinyin : Wǒ shì yīgè bīng ; litt. « Je suis un soldat ») est une chanson révolutionnaire chinoise des premiers jours de la fondation de la république populaire de Chine dont les paroles furent créées par Lu Yuan et la musique composée par Yue Lun dans les années 1950.
Elle est encore aujourd'hui extrêmement populaire au sein des chœurs de l'Armée Populaire de Libération chinoise.

## Paroles

### Version actuelle
| Chinois simplifié | Chinois traditionnel | Pinyin | Sens des paroles en français |
| --- | --- | --- | --- |
| 我是一个兵， 来自老百姓， 打败了日本侵略者， 消灭了蒋匪军。 我是一个兵， 爱国爱人民。 革命战争考验了我， 立场更坚定。 嘿！嘿！嘿！ 枪杆握得紧， 眼睛看得清。 敌人胆敢侵犯， 坚决打他不留情！ | 我是一個兵， 來自老百姓， 打敗了日本侵略者， 消滅了蔣匪軍。 我是一個兵， 愛國愛人民。 革命戰爭考驗了我， 立場更堅定。 嘿！嘿！嘿！ 槍桿握得緊， 眼睛看得清。 敵人膽敢侵犯， 堅決打他不留情！ | Wǒ shì yīgè bīng, láizì lǎobǎixìng, dǎbàile rìběn qīnlüè zhě, xiāomièle jiǎng fěi jūn. Wǒ shì yīgè bīng, àiguó ài rénmín. Gémìng zhànzhēng kǎoyànle wǒ, lìchǎng gèng jiāndìng. Hēi ! Hēi ! Qiānggǎn wò de jǐn, yǎnjīng kàn de qīng. Dírén dǎngǎn qīnfàn, jiānjué dǎ tā bù liúqíng ! | Je suis un soldat, Je viens des gens ordinaires, J'ai écrasé les agresseurs du Japon, Et exterminé l'armée du bandit Tchang Kai Chek. Je suis un soldat, J'aime la patrie et le peuple, La guerre révolutionnaire j'ai enduré, Et j'en suis sorti plus solide. Hé ! Hé ! Hé ! Nous tenons nos fusils avec rigueur, Nos yeux observent clairement ce qui se passe, Si l'ennemi devait attaquer, Nous lui livrerions une lutte sans merci ! |

### Ancienne version
| Chinois simplifié | Chinois traditionnel | Pinyin | Sens des paroles en français |
| --- | --- | --- | --- |
| 我是一个兵， 来自老百姓， 打败了日本狗强盗， 消灭了蒋匪军。 我是一个兵， 爱国爱人民。 革命战争考验了我， 立场更坚定。 嘿！嘿！嘿！ 枪杆握得紧， 眼睛看得清。 谁敢发动战争， 坚决打他不留情！ | 我是一個兵， 來自老百姓， 打敗了日本狗強盜， 消滅了蔣匪軍。 我是一個兵， 愛國愛人民。 革命戰爭考驗了我， 立場更堅定。 嘿！嘿！嘿！ 槍桿握得緊， 眼睛看得清。 誰敢發動戰爭， 堅決打他不留情！ | Wǒ shì yīgè bīng, láizì lǎobǎixìng, dǎbàile rìběn gǒu qiángdào, xiāomièle jiǎng fěi jūn. Wǒ shì yīgè bīng, àiguó ài rénmín. Gémìng zhànzhēng kǎoyànle wǒ, lìchǎng gèng jiāndìng. Hēi ! Hēi ! Qiānggǎn wò de jǐn, yǎnjīng kàn de qīng. Shuí gǎn fādòng zhànzhēng, jiānjué dǎ tā bù liúqíng ! | Je suis un soldat, Je viens des gens ordinaires, J'ai écrasé ces chiens de voleurs japonais, Et exterminé l'armée du bandit Tchang Kai Chek. Je suis un soldat, J'aime la patrie et le peuple, La guerre révolutionnaire j'ai enduré, Et j'en suis sorti plus solide. Hé ! Hé ! Nous tenons nos fusils avec rigueur, Nos yeux observent clairement ce qui se passe, Celui qui oserait nous faire la guerre, Nous lui livrerions une lutte sans merci ! |